# Язловець
Язловець (в 1946–1991 — Яблунівка, пол. Jazłowiec) — село в Україні, в Бучацькій міській територіальній громаді Чортківського району Тернопільської області. Населення — ▼523 осіб (2014). Через Язловець пролягає автодорога Т 2016. До 2020 року було центром сільської ради, якій було також підпорядковано села Броварі, Новосілка та Пожежа.
Поблизу є ботанічні пам'ятки природи — Язловецькі діброви, а в межах села — Язловецький парк.
У середині XV століття місто Язловець було значним торговельним центром. Економічний розвиток міста зумовлювався зручним географічним розташуванням — сприяв торговельний тракт Via Regia.

## Назва
Село Язловець є одним з найстаріших населених пунктів Тернопільщини. Історичні джерела свідчать, що село під такою назвою засновано на межі XIII—XIV століть.
З 1946 по 1991 роки мало назву Яблунівка.
Назва «Язловець» складається із двох частин: «яз» і «ловець». «Язом» називали оборонну споруду для військової засади у важкопрохідному місці в ущелині, на перекаті гори тощо. «Ловець» — у значенні «мисливець», але у військовій справі цим словом називали воїнів, що вели розвідку, стояли на варті. Отже, в назві «Язловець» йдеться про одну з оборонних застав.

## Історія

### Давні часи, середньовіччя
Поблизу села виявлено археологічні пам'ятки трипільської культури.
У XIV ст. село розміщувалося на торговому шляху зі Львова до Молдавії.
Сигізмунд Кейстутович у грамоті від 15 жовтня 1432, підтвердженій підписами князів і панів, його прихильників (за взірець взяли грамоту Вітовта 1401 р.), приймаючи від польського короля Ягайла титул великого князя литовського, визнавав за ним і його наступниками, зокрема, зверхність над Великим князівством Литовським, відступав Польщі Подільську землю, також спірні волинські прикордонні округи з центрами в містах Олесько, Ратне, Ветли, Лопатин.
Язловцем володіли поки що невідомі шляхтичі, від яких, після одруження Теодорика Бучацького з представницею цього роду Катажиною, поселення стало власністю магнатів Бучацьких. Теодорик Бучацький став дідичем Язлівця близько 1436 року і став підписуватись Теодорик з Бучача Язловецький, поселення отримав як посаг дружини Катерини (Катажини). Близько 3 лютого 1436 року записав фундуш для утримання костелу святої Марії Маґдалини в Язловці, зокрема, село Незброди (нині Жнибороди). Бучацькі-Язловецькі розбудували місцевий замок.
У середині XV ст. Язловець був значним торговельним центром. Економічний розвиток міста зумовлювався зручним географічним розташуванням — сприяв торговельний тракт «Вія Реґія», який сполучав Львів з Молдавією. Однак на початку 1460-х років львівські купці подали королю скаргу, що провінційні ярмарки (зокрема, в Язловці, Гологорах, Рогатині, Теребовлі, Тисмениці) дуже підривають львівську торгівлю. Король Казимир IV Ягеллончик видав розпорядження, яким ліквідував (зніс) ті ярмарки (зокрема, місцевий ярмарок — виданим 23 червня 1461 року в Кракові документом), а воєводі у наказав пильнувати його виконання (зокрема, не пускати купців, людей), а у випадку порушень — арештовувати та забирати товари.
У суботу 4 липня 1467 р. сини Т. Язловецького Міхал та Ян в Язловці видали грамоту, якою підтвердили та примножили фундуш батька для костелу святої Марії Маґдалени. 27 березня 1469 р. у Львові суддя Пйотр з Браниць задовольнив скаргу королівського прокуратора Миколая Ґжимали, в якій він вимагав скасувати мито, що збиралось дідичем Міхалом Язловецьким у Язловці.
1519 року на прохання тодішнього дідича старого і нового Язловця, галицького хорунжого Миколая Сенявського (другого чоловіка вдови Теодорика Язловецького молодшого) містечко отримало можливість проводити ярмарок на день святої Катерини та звільнення від чопового податку на два квартали за привілеєм короля Сиґізмунда І Старого. 1523 р. король Сигізмунд І Старий на прохання галицького хорунжого Миколая Сенявського надав привілей на відновлення давнього ярмарку на день святої Марії Магдалини, а також на запровадження нового — у час середини великого посту. Сигізмунд І Старий також підтвердив маґдебурзьке право Язловця.
У XVI ст. Язловець був містечком з правом ярмарку, який знов став одним з найбільших на Поділлі. Язловець мав численну вірменську колонію, належав до Подільського воєводства, Червоногродського повіту (до 1772 р.).
Новий дідич — кальвініст Єжи Язловецький — у 1548 р. призначив пробощем (католицьким парохом) ксьондза Хшонстовського, свого капелана-кальвініста, який на Різдво Христове 1549 р. оголосив парафіянам, що від цього дня костел стає кальвінським збором. У 1575 р. закінчили перебудову замку, здійснену за сприяння дідича Єжи Язловецького (згадка про замок є, зокрема, у 1441 року). Сьогоднішні руїни походять власне з того часу.
Новий дідич Миколай Язловецький, син Єжи, у 1583 р. сприяв переїзду зі Львова до міста домініканця о. Антоніна з Перемишля, який за три роки діяльності переконав багатьох міщан перейти на католицький обряд. Близько 1589 р. початок будівництва мурованого костелу Успіння Пресвятої Діви Марії в Язловці (він же — Домініканський костел, фундатор — тодішній дідич, снятинський староста Миколай Язловецький; родова усипальниця Язловецьких; були поховані фундатор, сестра Ядвига Белжецька, син  фундатора Геронім; став фарним (головним) костелом міста; також у ньому був похований польський композитор Миколай Ґомулка. 1592 р. під час перебування дідича Миколая Язловецького у Кракові на весіллі короля Сигізмунда ІІІ Вази ксьондз Марцін пограбував костел та саркофаги в його крипті і зник з коштовностями; його місце посів кам'янецький канонік Бартоломей Смажевський.

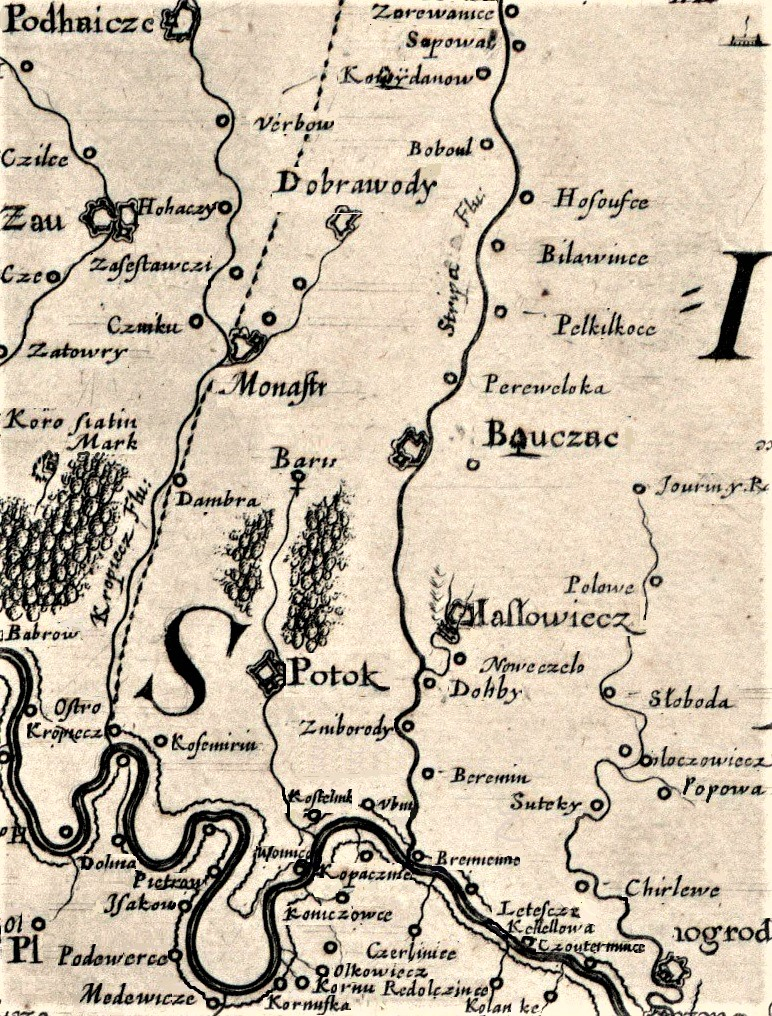
Язловець на фрагменті спеціальної мапи України Боплана, 1650

31 серпня 1611 року Іван-Юрій Радзивілл (онук Радзивілла Миколи-Христофора (Чорного)) уклав угоду зі спадкоємцями Героніма Язловецького (Чурили, Белжецькі, Богуші, Кашевські).
10 грудня 1615 р. дідич Язловця Іван-Юрій Радзивілл видав грамоту-привілей, в якій були визначені права та обов'язки представників вірменської громади міста.

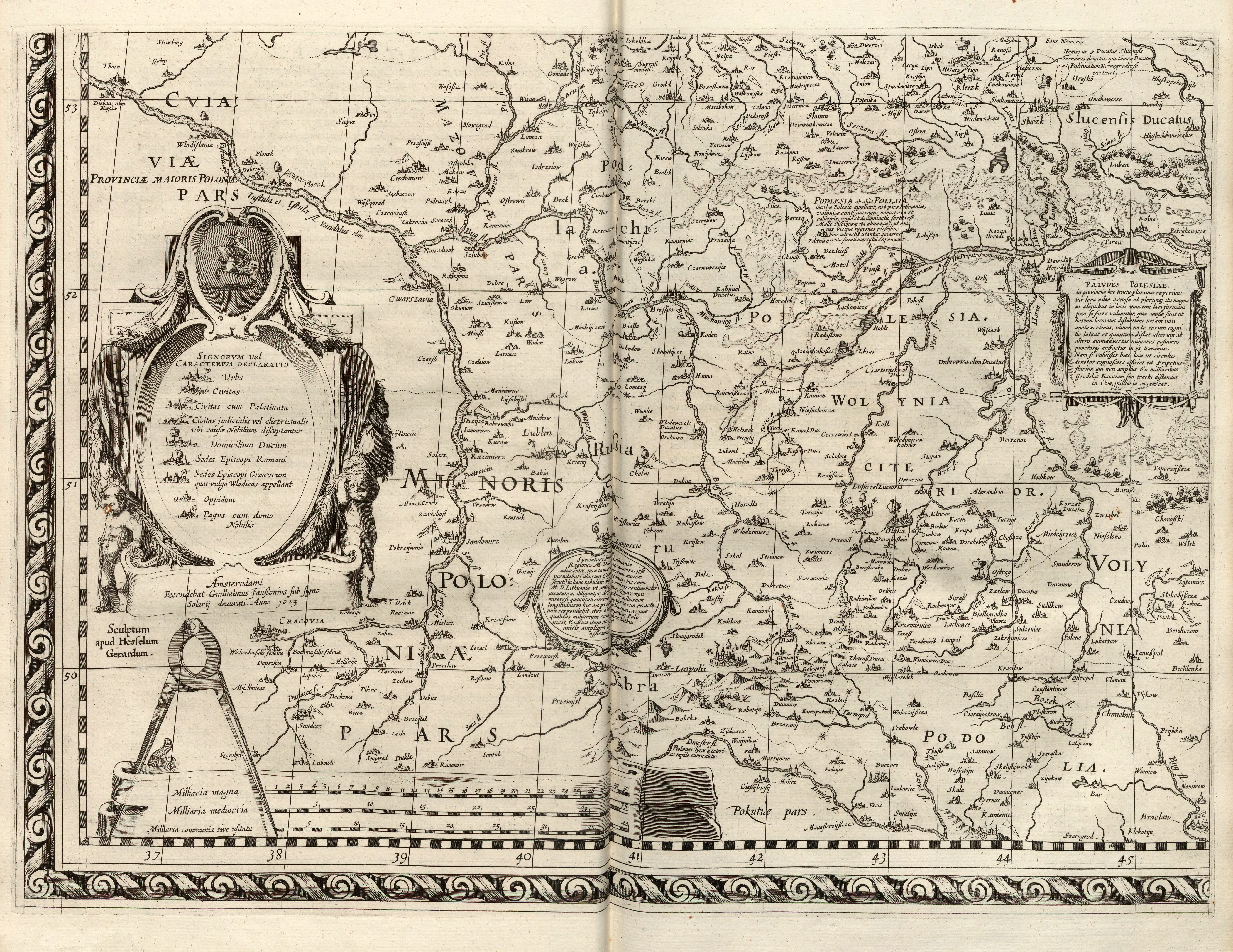
Язловець на мапі 1613 року

На ярмарок до Язлівця приїжджали турки, волохи, греки, які тримали тут свої склади. Вірмени заклали тут саф'янову гарбарню, мали добірні стада рогатої худоби та породистих коней.
Після Радзивіллів власниками міста були Чурили, Богуші, Кашевські гербу Яніна, Станіславські, Тишкевичі, Вольські, Белжецькі.
У 1643 році:
- була вірменська катедра — резиденція архієпископа та монастир, вірмени мали свій магістрат (складався з 12 чоловік, війт — Балтазар)
- Дідичка Анна Одживольська (після Ядвіги Белжецької, Чурилів) продала місто Станіславові Конєцпольському[22]
- 29 грудня 1643 р. дідич Станіслав Конецпольський видав грамоту-привілей (у Барі[23]), якою, в основному, підтвердив права та обов'язки представників вірменської громади міста, визначені документом І.-Ю. Радзивілла.

### Часи повстання Хмельницького
У 1648 році в околицях Язловця діяв опришківський загін під проводом І. Проскурничина.
У Язлівці після оголошення перемир'я в лютому 1649 повідомили, що всі бажаючі можуть безпечно приїжджати на головний ярмарок. Після приїзду до міста багатьох поляків, шляхтичів, панів, ксьондзів дідич — особистий ворог Богдана Хмельницького Александер Конецпольський — наказав провести слідство, хто сприяв тому, що місто піддалось козакам та повстанцям. Допитувані вказали на двох чи трьох райців і війта, яких за наказом посадили на палю. Коли ця звістка дійшла до козаків, вони (кільканадцять тисяч) змогли здобути Язловець знову, вирубавши при цьому «до одного».
Приблизно в цей час до міста прибув з Вірменії Богдан Сеферович, очолив споряджену за свій кошт дружину, яка обороняла вірменську громаду від нападів татар та селянсько-козацьких частин; за ці заслуги став війтом до кінця життя.

### Період до поділів Речі Посполитої

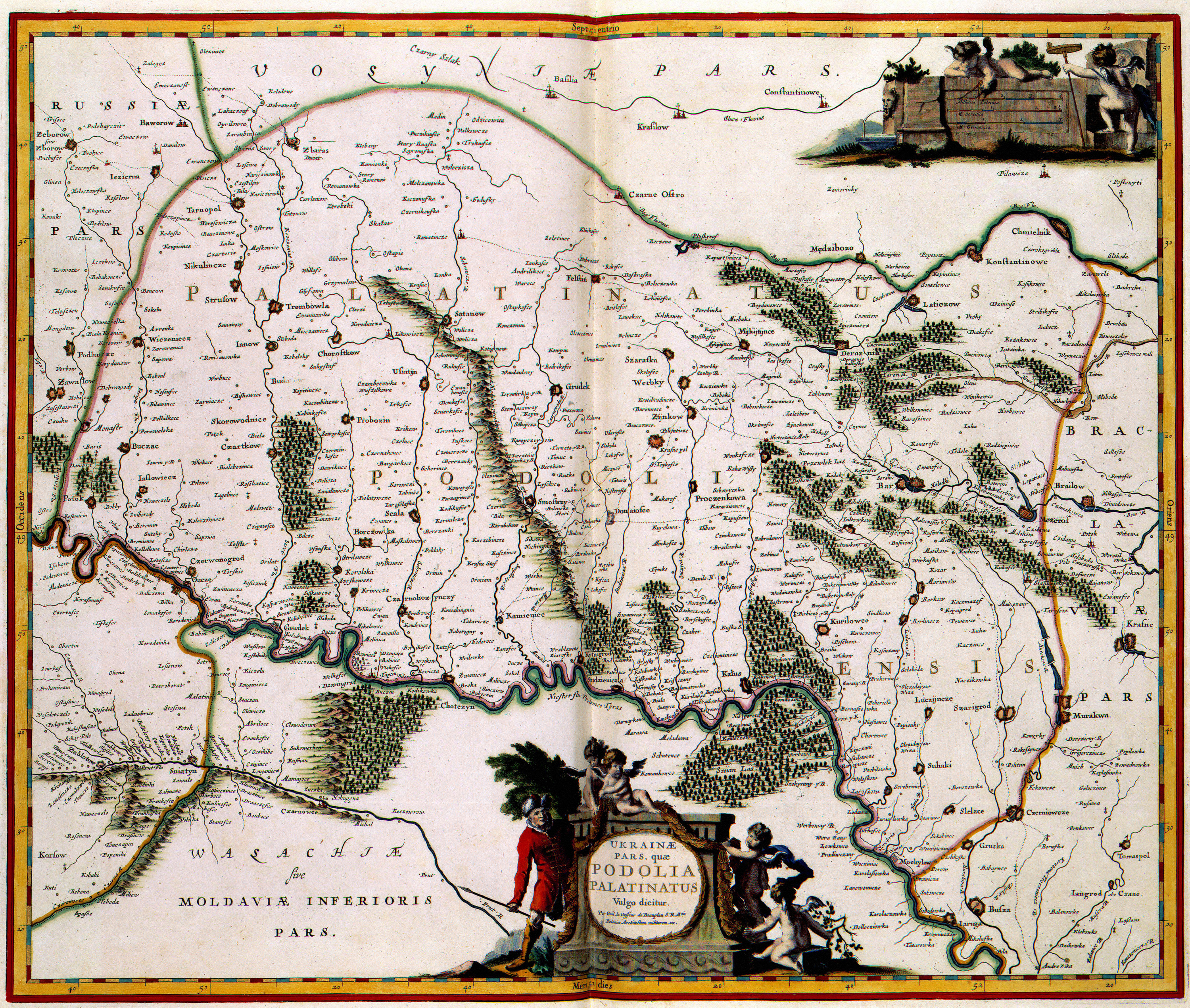
Язловець на мапі Ґ. Л. де Боплана 1660 року

5 лютого 1672 р. Б. Сеферович став шляхтичем Спендовським гербу Любич.
Сейм 1658 р. за військові заслуги та кошти, витрачені Александром Конєцпольським для утримання залог у Бродах, Язловці надав йому право збирати податки і мита в Язловці на 3 роки. 17 липня 1660 р. король Речі Посполитої Ян II Казімєж надав привілей на проведення в місті ярмарку на день Св. Василія (за руським обрядом). 20 червня 1661 р., на прохання дідича Станіслава Яна Конєцпольского, король Ян II Казімєж надав новий привілей на проведення в місті двохтижневого ярмарку коло дня Святого Юрія (за руським календарем).
1672 р. місто відвідав Ульріх фон Вердум. Він подав такий опис міста: Язловець — велике місто. Замок розташований окремо від міста на високій горі. Замок збудований в італійському стилі, з високими стінами і плоским дахом. На західному передмісті знаходиться мурована церква і ще одна така ж у місті, в місті були також вірменська церква і синагога. Крім того, ще одна церква — на східному передмісті. Вірменин Мінас Ширинович написав заповіт (тестамент), яким виділяв гроші і на руську церкву.

### Турецька окупація
1672 р. місто здобули турки-османи Хусейна Адену паші, знищили міські мури, значна частина вірменської громади з іконою Богородиці переїхала до Бродів; військові дружини Б. Сеферовича-Спендовського не чинили спротиву. Однак невдовзі турецькі війська залишили містечко, а в 1676 р. місто знову повернулися (цього разу під проводом бейлербея Дамаску Ібраґіма Шайтана) і панували в ньому 7 років; турецький комендант відбудував замок, зміцнив його новими фортифікаціями. Постійною залогою замку були яничари. за цей час місто занепало, був зруйнований домініканський кляштор, монахи перебували в сусідніх уцілілих монастирях. Частина вірменів покинула місто і переїхала до Бродів разом з іконою (образом) Діви Марії (у Бродах гостювали до 1700 р., звідки переїхали до Львова, де в 1710 р. утворили «Братство Непорочного Зачаття Найсвятішої Діви Марії»; на початку 1860 рр. ікона Діви Марії знаходилась у 4-му бічному вівтарі Вірменського собору у Львові). Під час турецького володіння (1672–1683 рр.) був сильно фортифікований тільки замок як крайній оборонний пункт османів на польсько-турецькому кордоні.
1682 р. помер дідич Станіслав Конецпольський; через відсутність у нього прямих нащадків новим дідичем став белзький воєвода Ян Конецпольський. Восени (зокрема, в листопаді) 1683 р. в околицях міста з малим табором (обозом) стояв краківський воєвода Анджей (Єнджей) Потоцький, який безуспішно пробував здобути язловецький замок, але відвоював у турків кілька малих містечок, переслідував їх, дислокованих у Кам'янецькій фортеці, які чинили напади на міста та села Поділля.

### Знов у складі Речі Посполитої

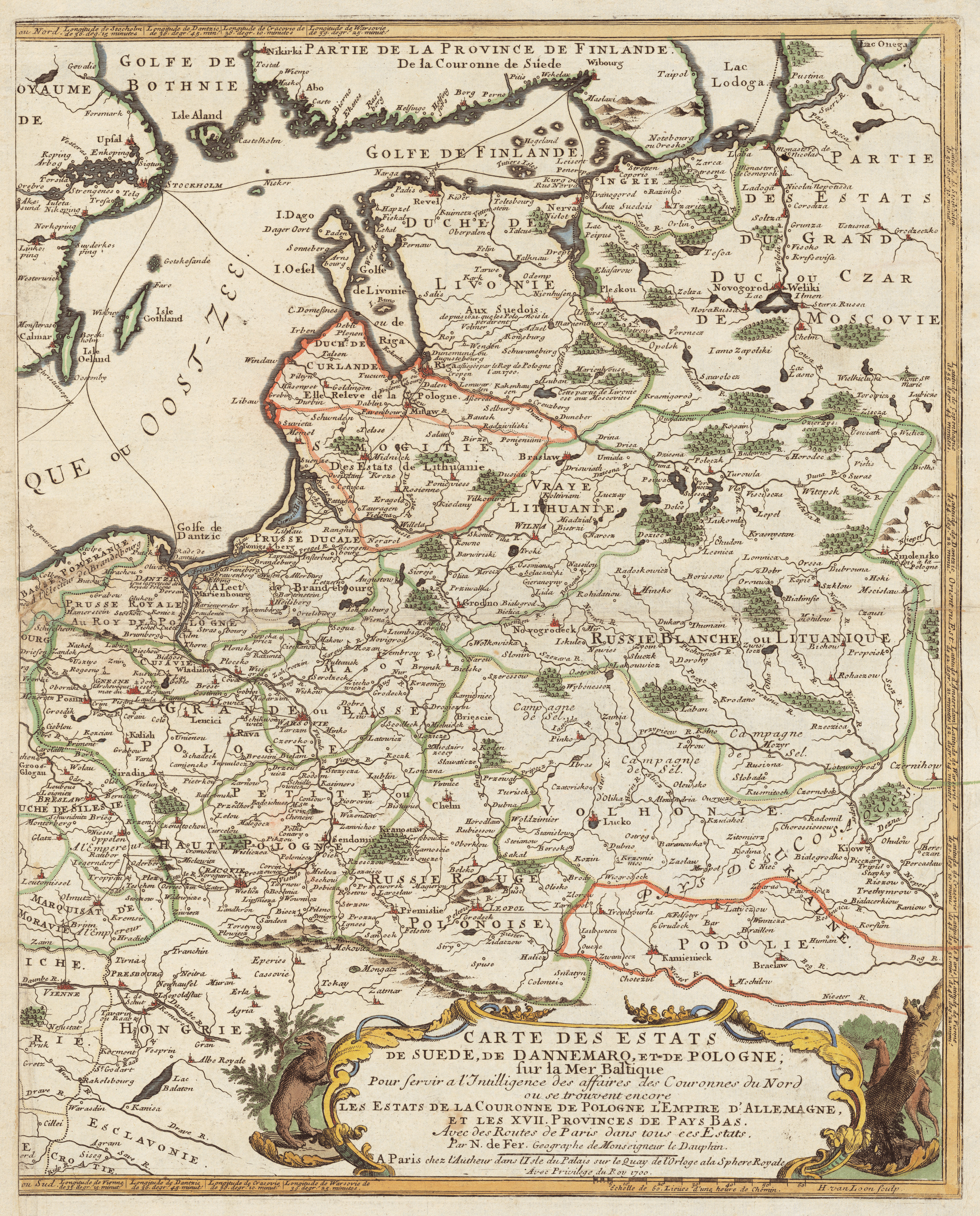
Язловець на мапі Н.де Фера 1700 року

Весною 1684 р. військо Речі Посполитої на чолі з тріумфатором Відня — королем Яном ІІІ Собеським (його супроводжувала дружина Марія Казимира) — вирушило на Поділля, а під Язловець вислали генерала коронної артилерії Марціна Казімєжа Контського, який відправив на переговори про капітуляцію парламентаря, головного інженера артилерії, давнього соратника Яна ІІІ, француза Філіпа Дюпонта.
На світанку 24 серпня польська артилерія дала перший залп по Язловецькому замку. Турки теж відповіли залпом. Внаслідок чого навколо замку стояв дуже густий дим. Польські мінери цим скористалися і заклали порохові заряди (міни) у стіни нижнього замку. Ще ряд залпів призвів до того, що о 6-й вечора комендант турецької залоги Бей без жодних вимог капітуляції здався на милість короля, викинувши білий прапор (оскільки за це в тодішній Порті йому загрожувала смертна кара, королева запропонувала йому переїхати до Польщі, де йому запропонували жити в одному з королівських замків; також він був радником королеви); здались також 90 з 560 турецьких військових.. У суботу 25 серпня, королівська армія Яна ІІІ вирушила від Бучача до Язловця, дуже урочисто прийнявши капітуляцію і захопивши багато зброї та амуніції.
Після здобуття язловецької фортеці військо рушило в напрямку Кам'янця, король з королевою вирушили до Жовкви. 1685 р. військо під проводом короля Яна ІІІ Собеського стояло якийсь час в околицях міста під час походу на Буковину. В обозі перебував придворний француз Далейрак, який описав місто. 1692 р. через татарські наїзди біля міста був розташований генеральний обоз.
Після закінчення війни з турками, татарами пропали документи на права міста. 1700 р. невелика кількість вірменів знову оселились в Язловці, але окремого маґістрату вже не мали. 12 грудня 1700 р. дідич Ян Александр Конєцпольський (воєвода брацлавський) разом з дружиною Ельжбетою із Жевуських в Язловецькому замку видали грамоту, якою дарували кам'яницю Сеферовича-Спендовських Яну Богдановичу. 10 березня 1712 р. дідич Ян Александер Конєцпольський (уже воєвода сєрадзький) з дружиною в Рівненському замку видали грамоту, якою регламентували життя міщан. У 1713 р. належало до містечок, було тільки 243 мешканці. Після смерти Яна Александра Конєцпольського місто стало власністю Валєвських у 1720 р., у них 1723 р. купив місто великий коронний обозний Єжи Александер Любомирський. 1746 р. дідичем міста став Станіслав Цьолек Понятовський, який купив його у великого коронного обозного Єжи Александра Любомирського. З 1747 по 1755 р. мешкали всього 3 вірменські родини. 9 вересня 1753 р. дідич міста Станіслав Цьолек Понятовський та його син Казімеж у Язлівецькому замку видали привілей для свого міста Язловця, в якому регламентувались права та обов'язки міщан. Станіслав Цьолек Понятовський тримав у Язловці великі стада расових коней. 10 травня 1766 р. у Варшаві король Станіслав Авґуст Понятовський (який в дитинстві бував у місті) підтвердив привілей батька та брата.
У серпні 1764 року брати Понятовські провели поділ спадку батька, кожен отримав частку вартістю коло 1 млн злотих польських, яка приносила бл. 75000 зл. п. річного прибутку.
Ян Александр Конєцпольський заклав тут монастир св. Паулінів.

### У складі Королівства Галичини та Володимирії

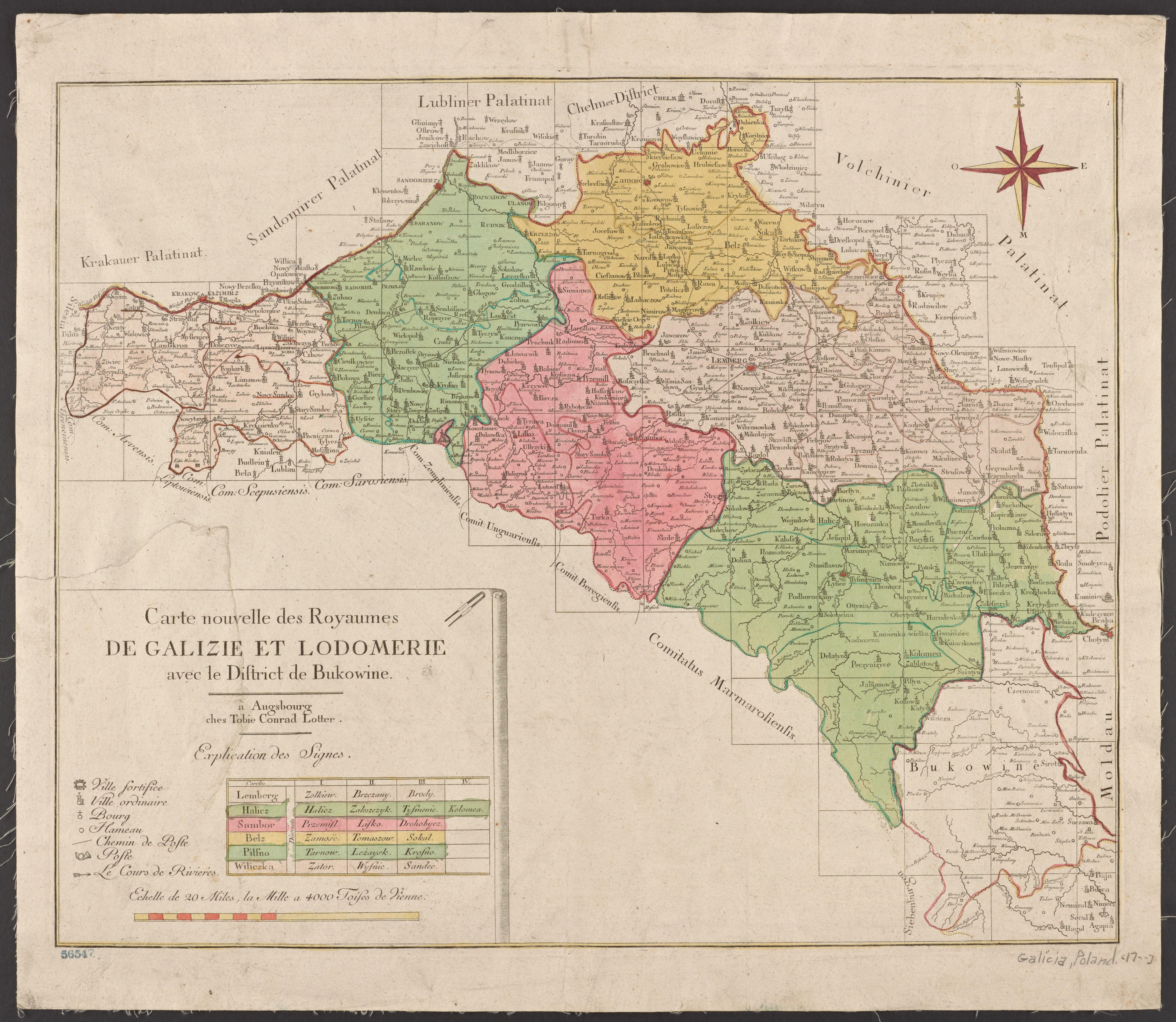
місто Язловець на мапі Королівства Галичини та Володимирії у 1777—1782 роках

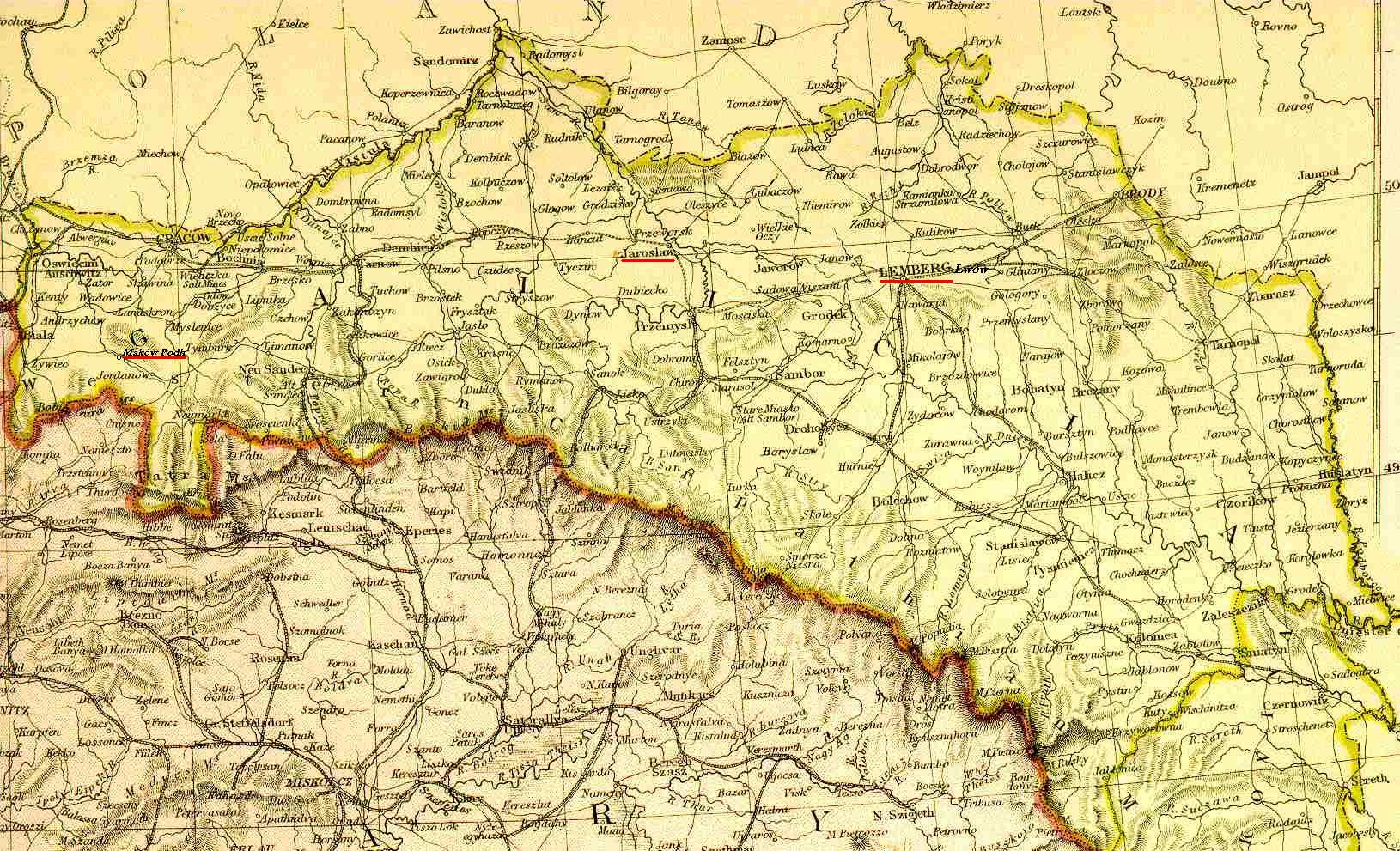
Язловець на мапі Галичини у складі Священної Римської імперії, 1800 р.

1772 р. після першого поділу Польщі, Язловець відійшов до володінь Габсбурґів у Священній римській імперії (з 1804 — Австрійської імперії; з 1867 р. — Австро-Угорщини). Після того, як місто відійшло до володінь Габсбурґів, почався ще більший занепад; замок стояв пусткою. Від будинку для убогих військових, який заклав ще Миколай Язловецький, не залишилось сліду. В 1777 р. Язловець перейшов до коронного крайчого Юзефа Потоцького. який купив маєток у Понятовских (так званий «Язловецький ключ»). Він не виплатив обтяжуючої маєток позики в Ґенуї, тому в 1783 році відступив його королівській скарбниці.
1778 р. згідно з адміністративним поділом, Язловець входив до складу Заліщицького округу. На початках австрійських часів у 1780 році в місті було: 30 кушнірів, 21 швець, 17 ткачів. 11 квітня 1788 р. закрито домініканський монастир, монахи переїхали до Чорткова.
1798 р. Язловець було позбавлено прав міста, а наприкінці XVIII століття також втратив роль торговельного містечка.
15 березня 1800 р. дідичем став мечник перемиський Кшиштоф Ґрудницький. 1809 р. Кшиштоф Ґрудницький виділив кошти на реставрацію вірменського костелу, який став греко-католицькою церквою. Але на дверях зберігався ще вірменський напис. 9 березня 1811 р. дідич Кшиштоф Ґрудницький написав заповіт, помер 13 вересня 1811 р. 1819 р. почала діяти тривіальна школа в місті. 1839 р. доктор Міхал Антоній Ґроссманн заснував водний курорт із саунами. 1841 р. дідичем став барон Кшиштоф Блажовський.
За адміністративним поділом, із середини 19 ст. увійшло до складу Бучацького повіту Королівства Галичини та Володимирії. У 1880-х роках з міста було перенесено повітовий суд до Золотого Потоку.
Язловець наприкінці XIX ст. мав близько 3000 осіб.
1863 р. монахиня Марцеліна Даровська заснувала монастир Згромадження сестер Непорочного Зачаття Пречистої Діви Марії.

Перед 1908 р. була читальня «Просвіти» (у власнім домі), дахівкарня, споживча крамниця, товариство «Січ», каса Райффайзена. На заробітки до Боснії виїжджали 10 осіб, Канади — близько 15, США — близько 40. У першій світовій війні загинули на фронтах близько 30 осіб, інваліди — 15.

#### Населення
- 1841 р. 635 українців, дані про інші етнічні громади поки відсутні
- 1880 р. 3172 мешканців; з них: 620 (19,5 %) українці, 895 (28,2 %) поляки, 1648 (52,0 %) жиди, 9 (0,3 %) інші
- 1900 р. 3279 мешканців; з них: 996 (30,3 %) українці, 959 (29,3 %) поляки, 1312 (40,0 %) жиди, 12 (0,4 %) інші.[64]

### Перша світова війна
Під час І світової війни центр міста був сильно зруйнований під час так званого Брусиловського прориву. Зокрема, було повністю знищено міську ратушу. Втрачено 90 % міських вірменських ренесансових пам'яток.

### У складі ЗУНР
У листопаді 1918 р. містечко увійшло до складу ЗУНР. Згідно з адміністративним поділом, входило до складу Бучацького повіту ЗУНР. Мешканці містечка брали участь у польсько-української війни 1918—1919 років по різні сторони фронту: етнічні українці — в лавах УГА, етнічні поляки — в лавах польських збройних сил.
В лавах УГА були: Лев Ружицький — четар, А. Пюркевич, Ат. Тихоліз, Іван Кучаловський, О. та Володимир Колодії, Володимир та Ярослав Марцінковські, Ю. та Лев Урбанські, Володимир Призванський, Теофіл та Омелян Грушкевичі, Ник. Павлович, Йосип Струтинський, Якуб Левинський, Ізидор Скиба, Богдан Гафткович, Теофіл Хоцінський.
Загинули: Юліян Жукорський, Йосип Шабльовський, Володимир Бабенчук, Стах Завадовський, В. Крицький, Курянський.

### У складі Другої Речі Посполитої
Після невдалого для українців закінчення польсько-української війни 1918—1919 років містечко увійшло до складу Польської держави.

Діяли «Просвіта» (була читальня), «Січ», «Сокіл», «Союз українок» та інші українські товариства, кооперативи. Також діяли аматорський гурток, хор, оркестр, дитячий садок. Також діяли польські громадські об'єднання.

1924-1925 рр. збудовано «Народний Дім».

1939 — 2520 мешканців, з них:
- 430 (17,1 %) українців
- 1490 (59,1 %) поляків
- 600 (23,8 %) євреїв.[66]

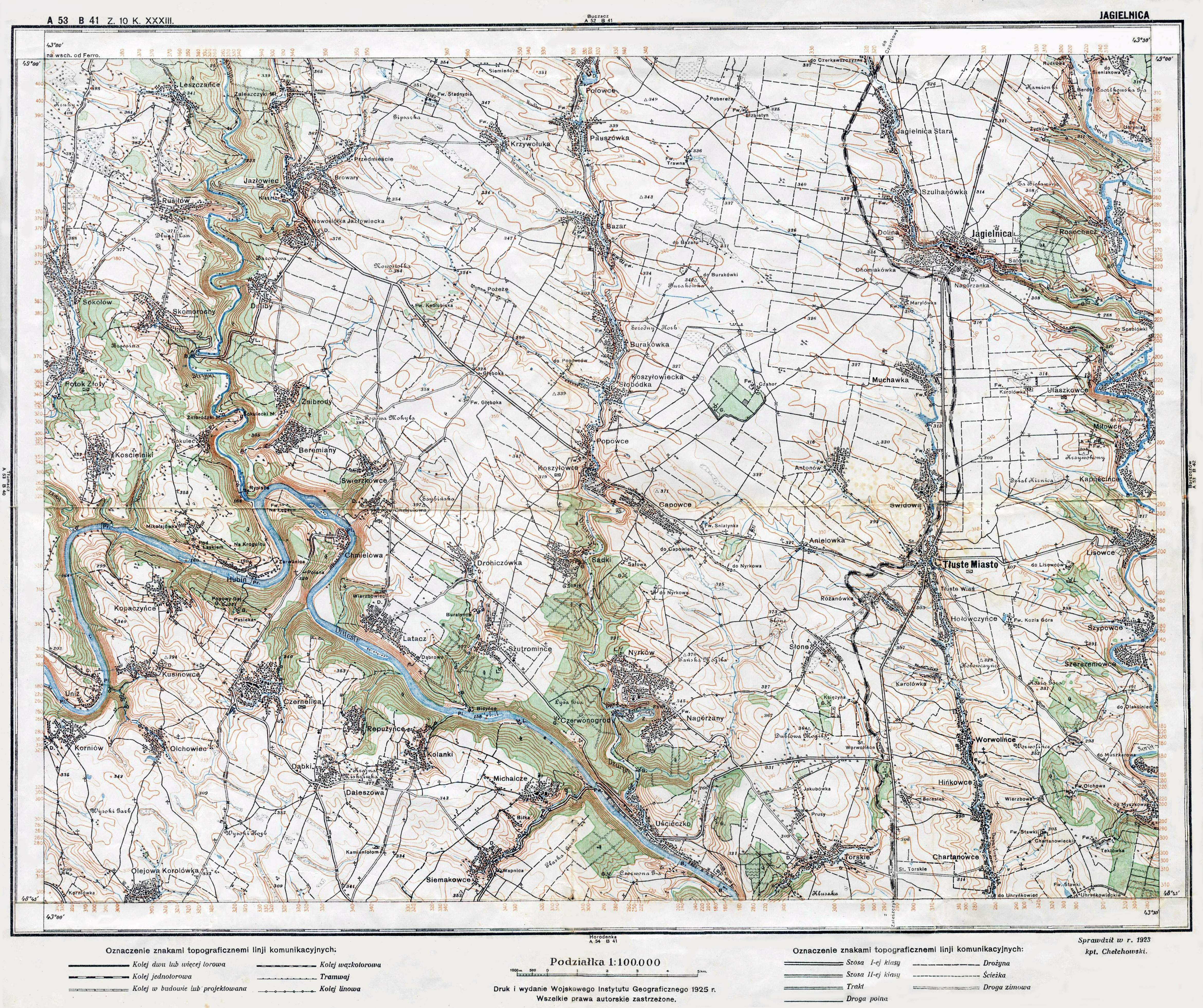
Язловець на мапі (1925 р.)

Мешканка Марія Галущинська була заслана в Березу Картузьку.

На заробітки виїжджали: до США — 5 осіб, Канади — 23, Арґентини — 23.

На еміграцію виїхали 12 осіб.
Після адмінреформи з 1 серпня 1934 року Язловець втратив права міста, однак став центром сільської гміни Язловець I.
У 1936—1937 роках українці міста виготовили пам'ятник князю Володимиру і мали намір поставити його біля церкви. Однак окупаційна адміністрація заборонила це, тому він захований перебував у храмі. У 1942 році його таки поставили на фундамент біля церкви, який зробили ще в 1938 році.
У 1936—1939 роках роках на території Язлівецького замку проводив дослідження архітектор Богдан Ґеркен. Згодом вийшла його монографія з докладним аналітичним матеріалом, з визначеними етапами розвитку, з порівняльним аналізом у контексті Європи та регіону.
Діяла Язловецька сільськогосподарська семінарія.

### Московсько-більшовицька анексія, втрата статусу міста
У вересні 1939 року містечко, як і значна частина Західної України, було анексоване більшовицьким СССР після укладення пакту Ріббентроппа-Молотова. Тоталітарний сталінський режим отримав серед місцевого населення незначну підтримку. У січні 1940 Язловець переведений до категорії сіл.

### Нацистська окупація
7 липня 1941-21 липня 1944 — під німецько-нацистською окупацією.

### Після війни
Восени 1944 року польські шовіністи під керівництвом гарнізону НКВС дощенту зруйнували пам'ятник князю Володимиру біля церкви.
За адміністративним поділом увійшло до складу Золото-Потіцького району Тернопільської області, в якому перебувало до його ліквідації згідно Постанови ВР УРСР від 30 грудня 1962 року. З того часу — в складі Бучацького району.
7 березня 1946 року Язловець перейменований на Яблунівку.

### Відновлення незалежності України

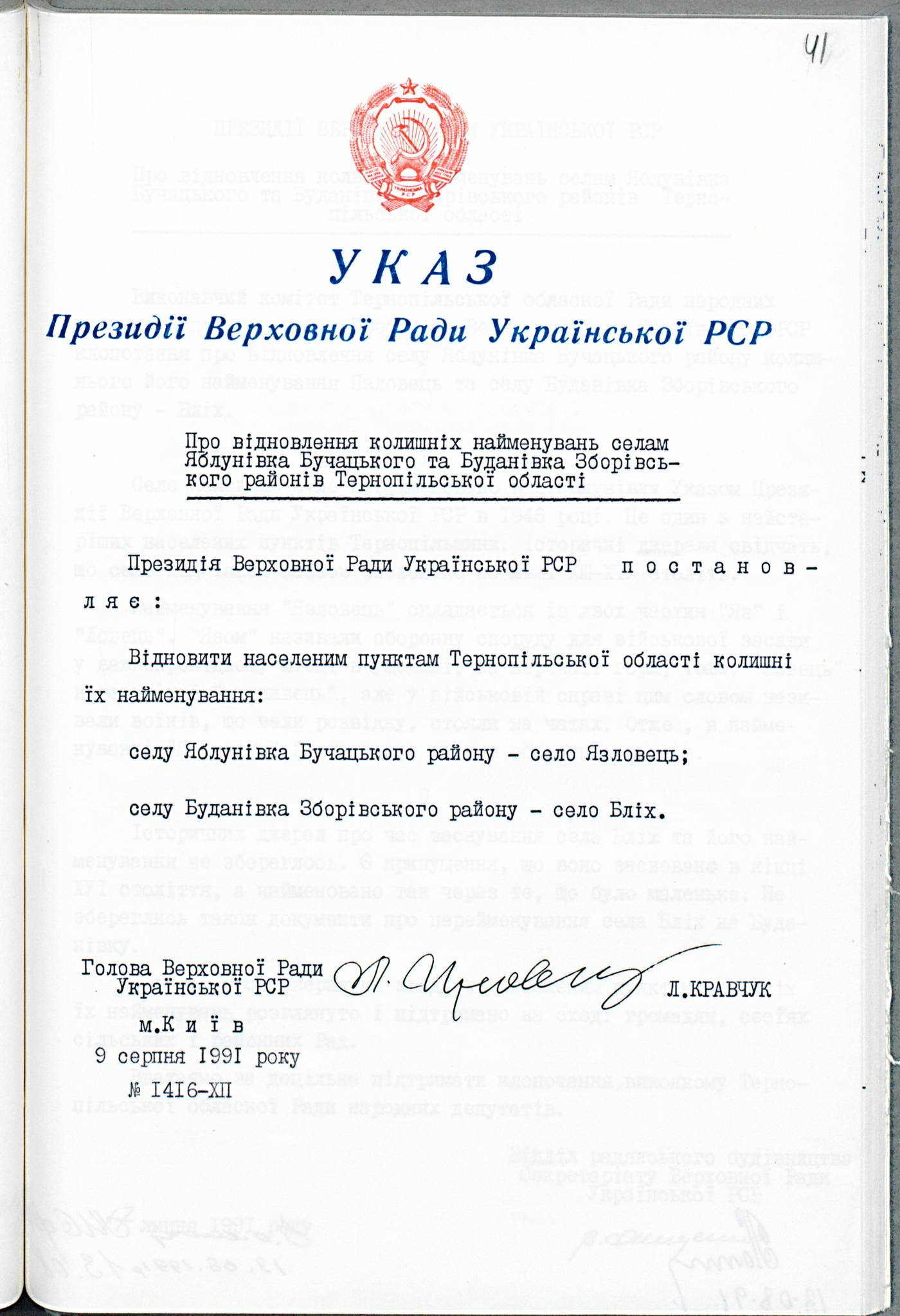
Указ Президії Верховної Ради УРСР «Про відновлення колишніх найменувань селам Яблунівка Бучацького та Буданівка Зборівського районів Тернопільської області»

9 серпня 1991 року селу повернуто історичну назву — Язловець.
12 червня 2020 року, відповідно до розпорядження Кабінету Міністрів України № 724-р «Про визначення адміністративних центрів та затвердження територій територіальних громад Тернопільської області» увійшло до складу Бучацької міської громади.
19 липня 2020 року, в результаті адміністративно-територіальної реформи та ліквідації Бучацького району, увійшло до складу новоутвореного Чортківського району.

## Населення

### Мова
Розподіл населення за рідною мовою за даними перепису 2001 року:
| Мова            | Кількість | Відсоток |
| --------------- | --------- | -------- |
| українська      | 579       | 98.81%   |
| російська       | 6         | 1.02%    |
| інші/не вказали | 1         | 0.17%    |
| Усього          | 586       | 100%     |

## Політика

### Парламентські вибори, 2019
На позачергових парламентських виборах 2019 року у селі функціонувала окрема виборча дільниця № 610199, розташована у приміщенні будинку культури.
Результати
- зареєстровано 387 виборців, явка 56,59%, найбільше голосів віддано за Всеукраїнське об'єднання «Батьківщина» — 28,44%, за «Слугу народу» — 23,85%, за Радикальну партію Олега Ляшка — 8,72%.[75] В одномандатному окрузі найбільше голосів отримав Микола Люшняк (самовисування) — 28,11%, за Володимира Бліхаря (Всеукраїнське об'єднання «Батьківщина») — 26,27%, за Ігоря Сопеля (Слуга народу) — 20,74%[76].

## Символіка

### Герб
На срібному щиті на зеленій базі червона мурована фортеця з трьома вежами і відчиненими ворітьми, в яких йде червоний бик.

## Храми, монастирі, пам'ятки

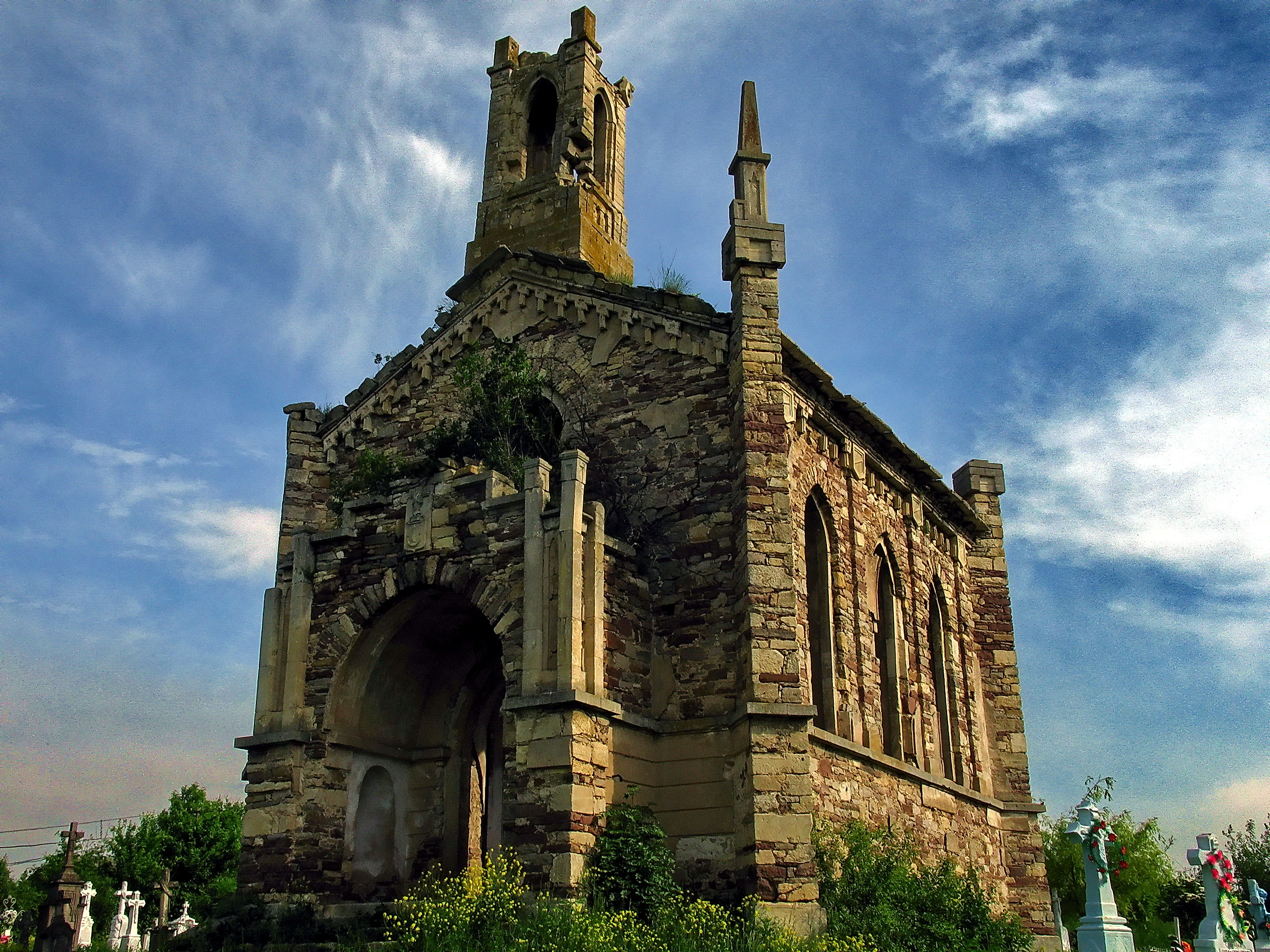
Каплиця на цвинтарі

### Втрачені
- Костел Марії Магдалини
- Кляштор бенедиктинців (закладений 1474 р. Вацлавом Язловецьким)
- Кляштор домініканів (1595 р., фундатор Миколай Язловецький)[60]
- Язловецька ратуша
- Язловецька синагога

### Наявні
- Церква Святого Миколая (1551 р., УГКЦ, колишня Вірменська)
- Костел Внебовзяття Пресвятої Діви Марії (1590 р.)
- Церква святого Михаїла (згадана 1 лютого 1755 року, парох — Іван Зджанський[78])
- каплиця Блажійовських (1860; на цвинтарі)
- каплиця Внебовзяття Пресвятої Діви Марії (1863 р.)
- Церква св. Петра і Павла (1904 р.)

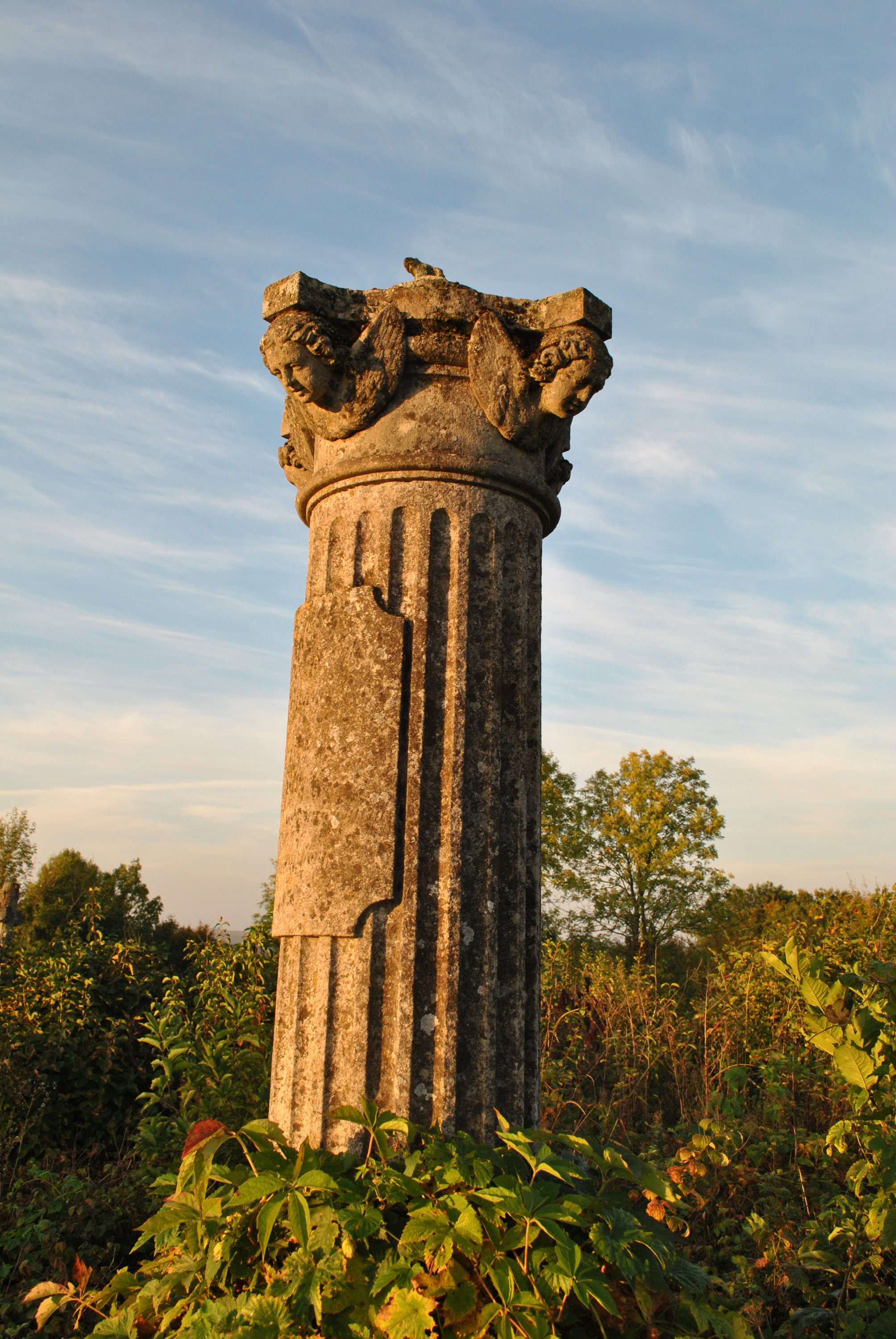
На католицькому кладовищі

- Язловецький замок. Перспективний проект реконструкції Язлівецького замку розроблений архітекторами Львівського інституту «Укрзахідпроектреставрація»
- Язловецький палац (у приміщенні — обласна фтизіопульмонологічна лікарня реабілітації та монастир)
- єврейський і польський цвинтарі
- церква св. Миколая Чудотворця 1551 р., мурована (УГКЦ, колишня вірменська катедра, збудувана поселенцями, пошкоджена під час другої світової війни, реставрована востаннє 1990 р.)
- пам'ятник Архистратигови Михаїлу (скульп. Петро Цуркевич)
- пам'ятник князеві Володимирови (1994 р., скульп. Роман Вільгушинський)
- скульптура («фігура») Матері Божої (2007 р.)
- воякам УПА (1990 р.)
- пам'ятники воїнам-односельцям, полеглим у німецько-радянській війні (1975 р.).

## Галерея

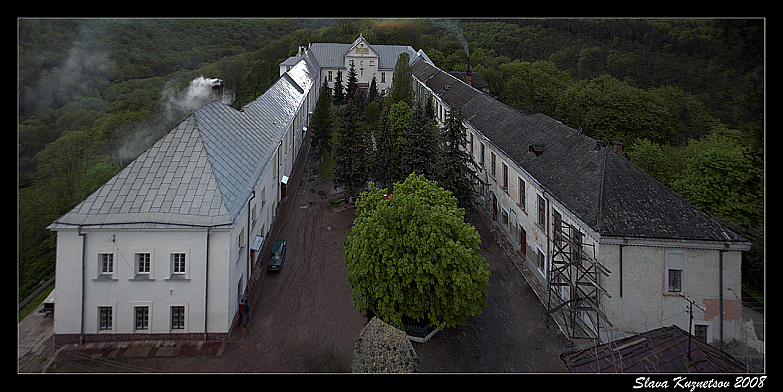
Язлівецький палац, вигляд із замкової башти
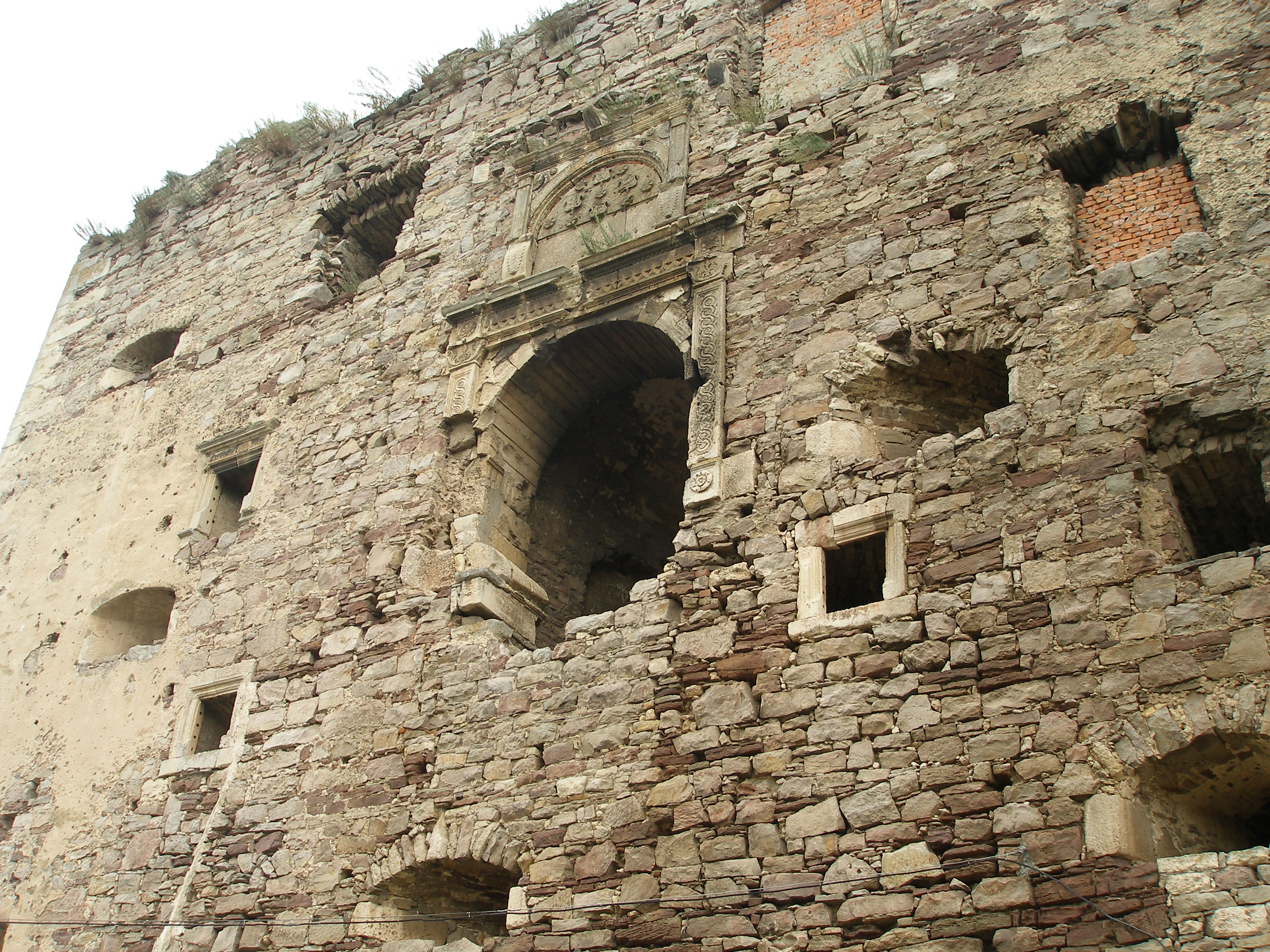
Язловецький замок
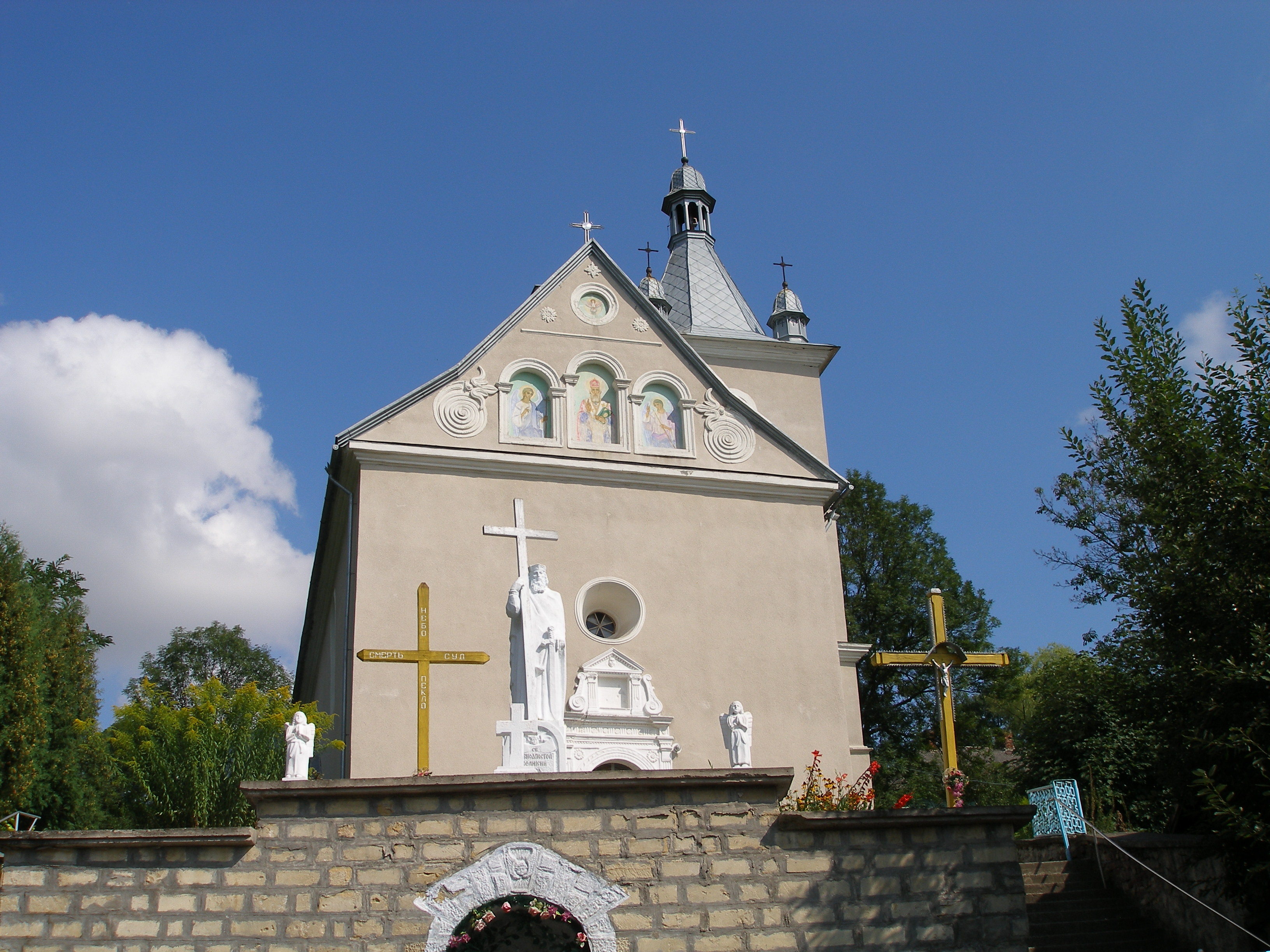
Фасад церкви св. Миколая Чудотворця
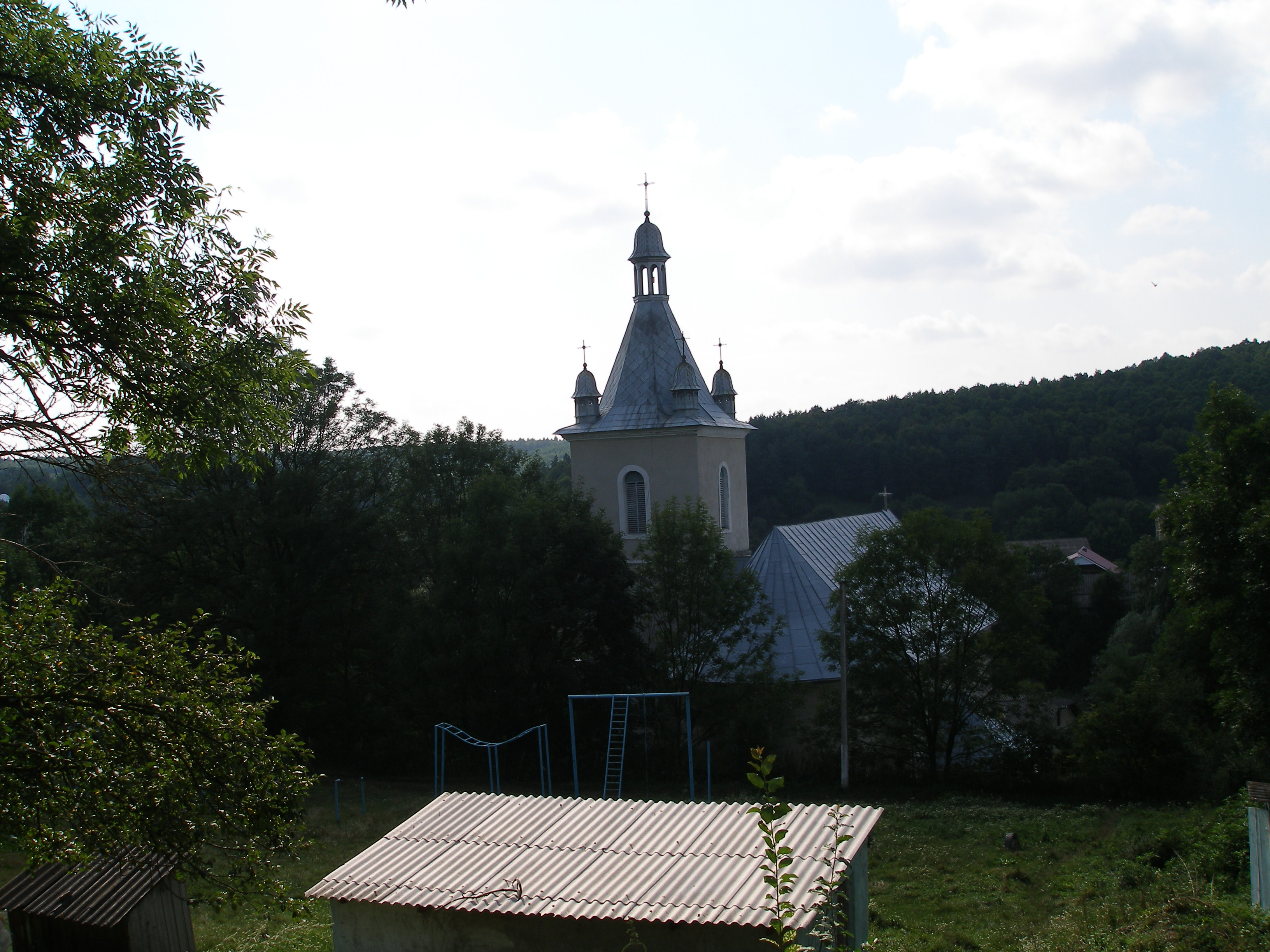
Вигляд з тилу колишньої вірменської церкви
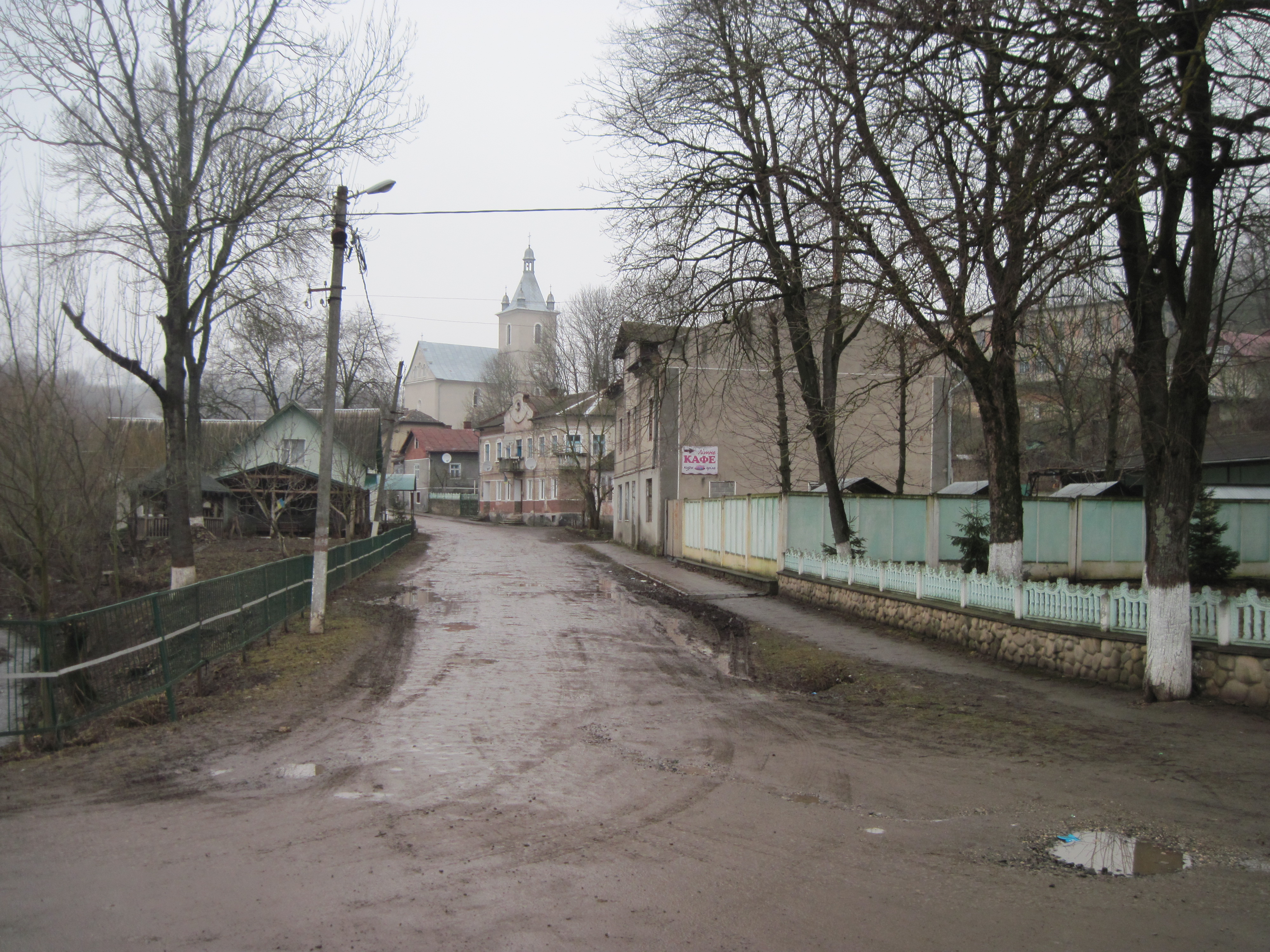
Сумна зима 2015
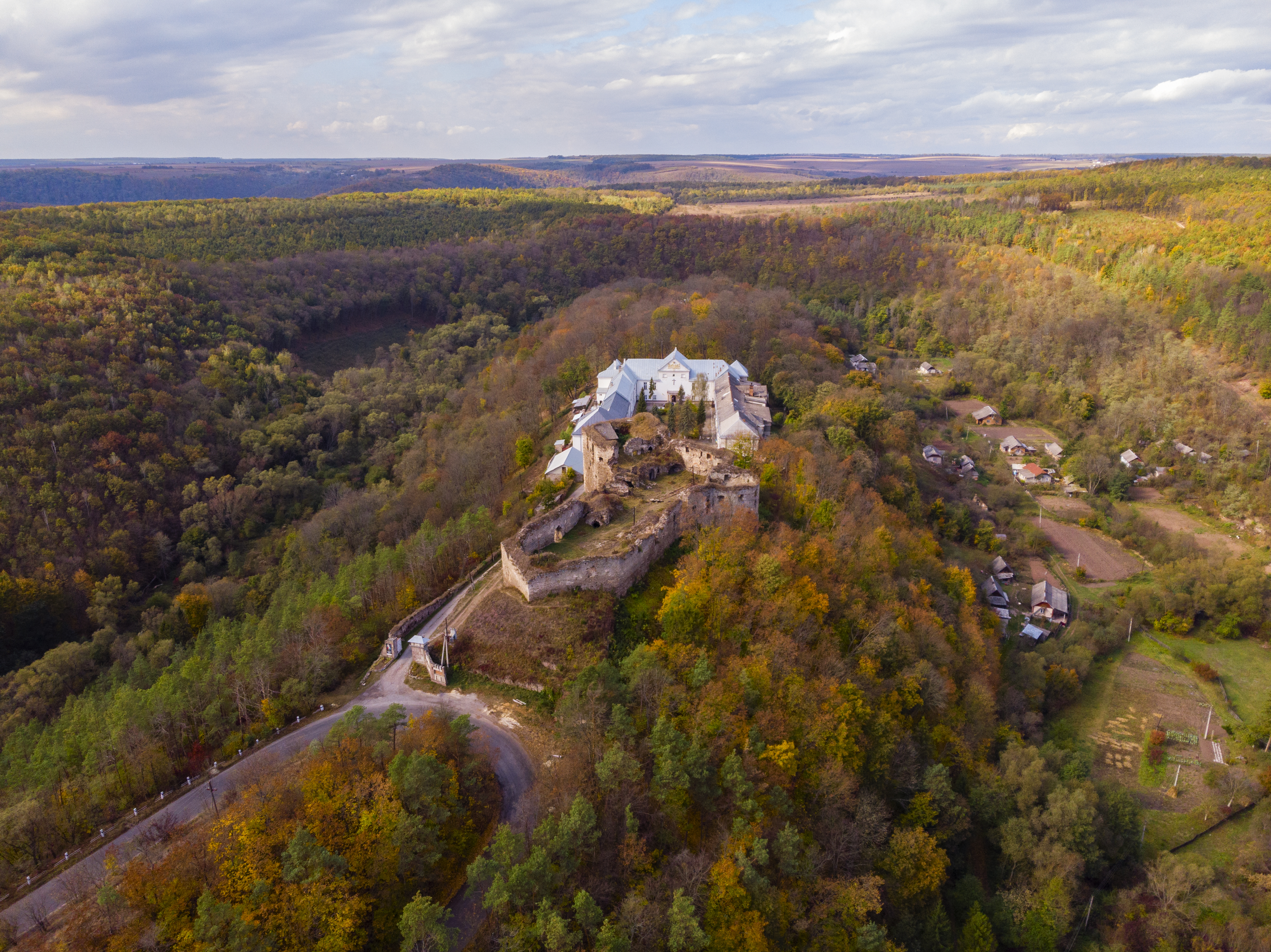
Вид на замок з висоти пташиного польоту
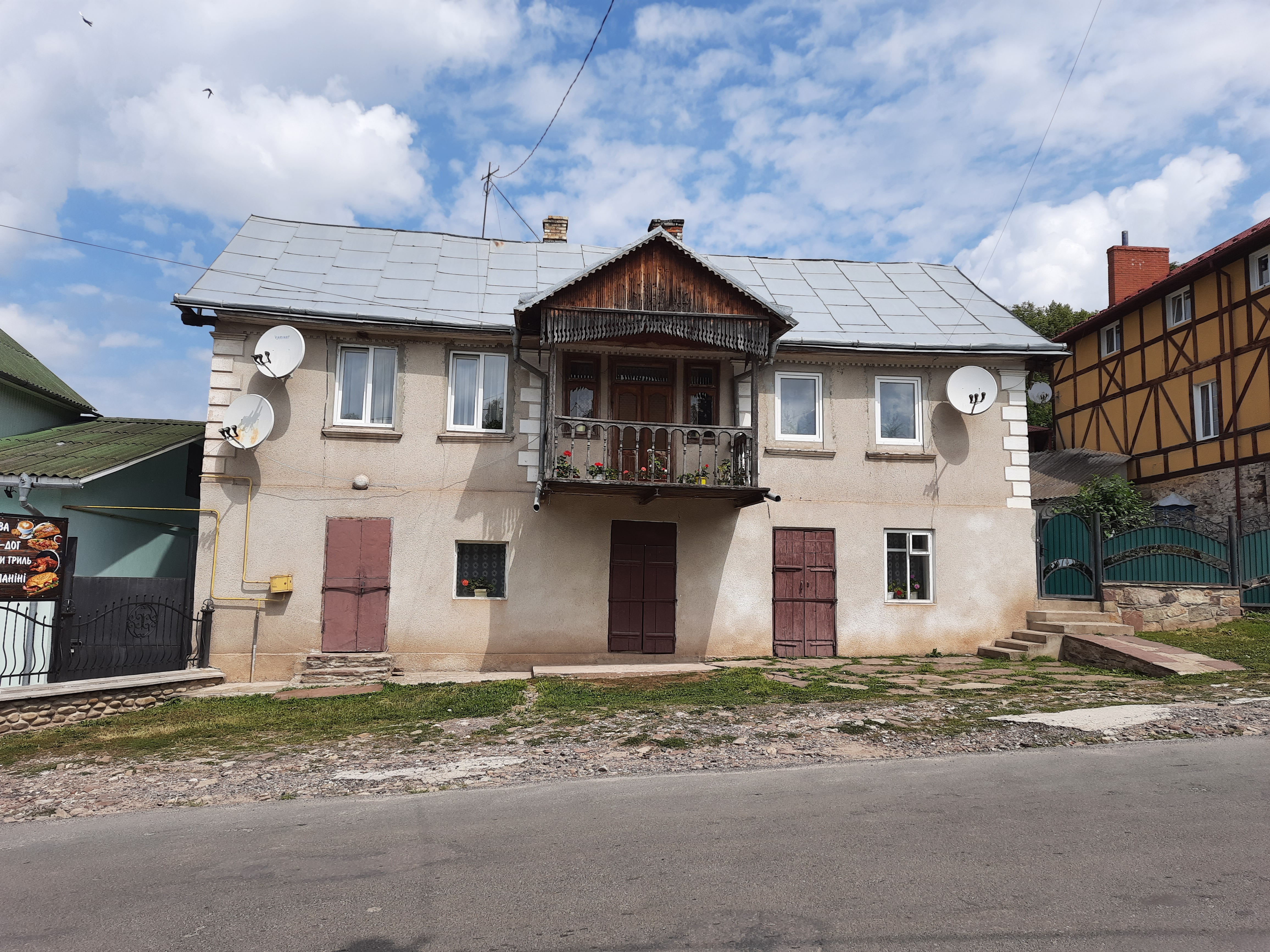
Єврейський будинок
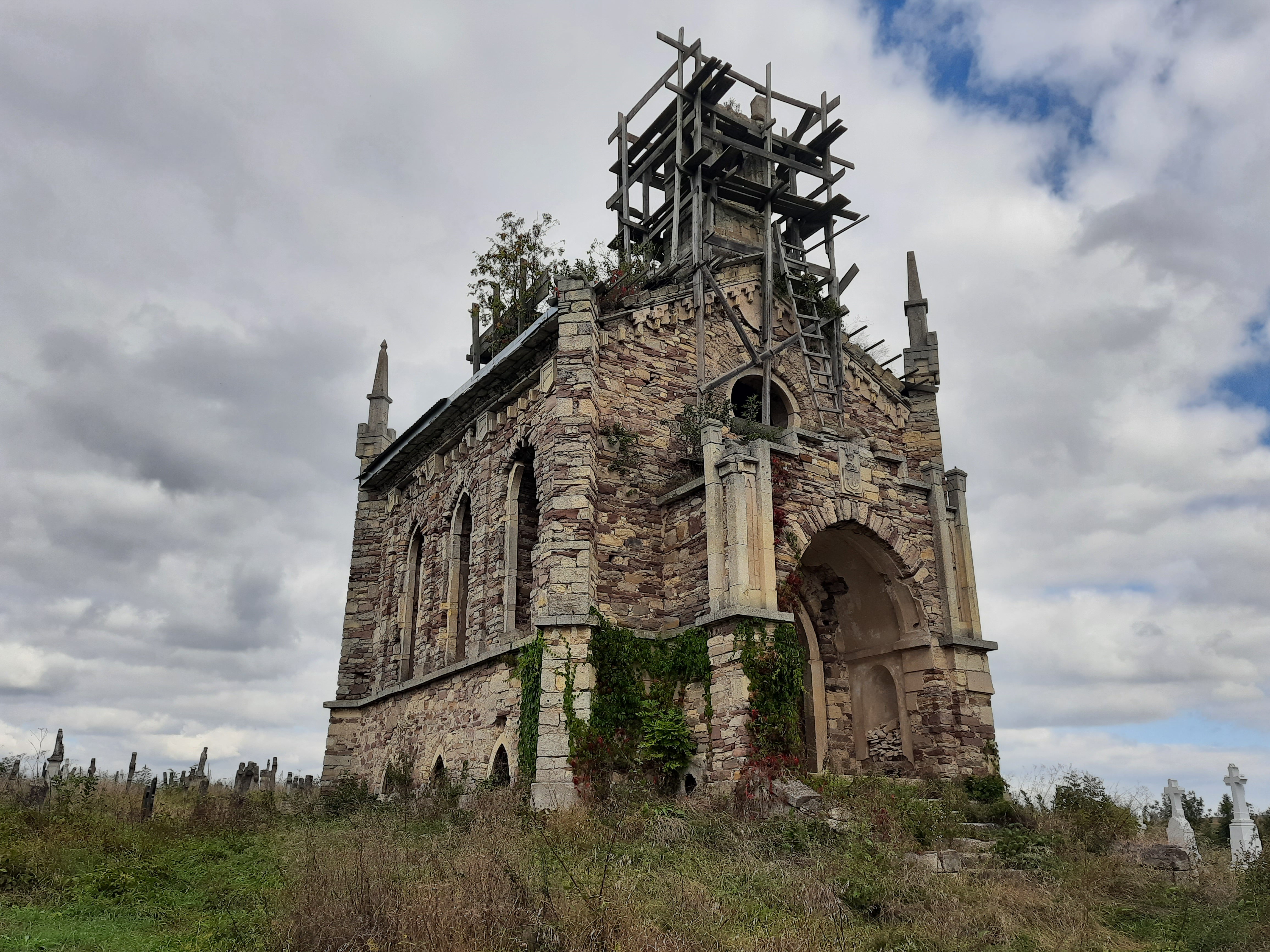
Каплиця Блажовських

## Соціальна сфера
Працюють:
- ЗОШ І-ІІІ ступенів
- Будинок культури
- бібліотека
- фельдшерсько-акушерський пункт
- відділення зв'язку
- музична школа
- заклади торгівлі.

## Транспорт
У 1856 році закінчили будівництво мурованого «гостинця» Бучач — Язловець — Товсте. Тепер на її основі пролягає асфальтована автодорога Т 2016.
Через Язловець проходять рейсові приміські та міжміський (Бучач — Чернівці) автобусні маршрути. Зокрема, можна без пересадок дістатися Тернополя.

## Відомі люди

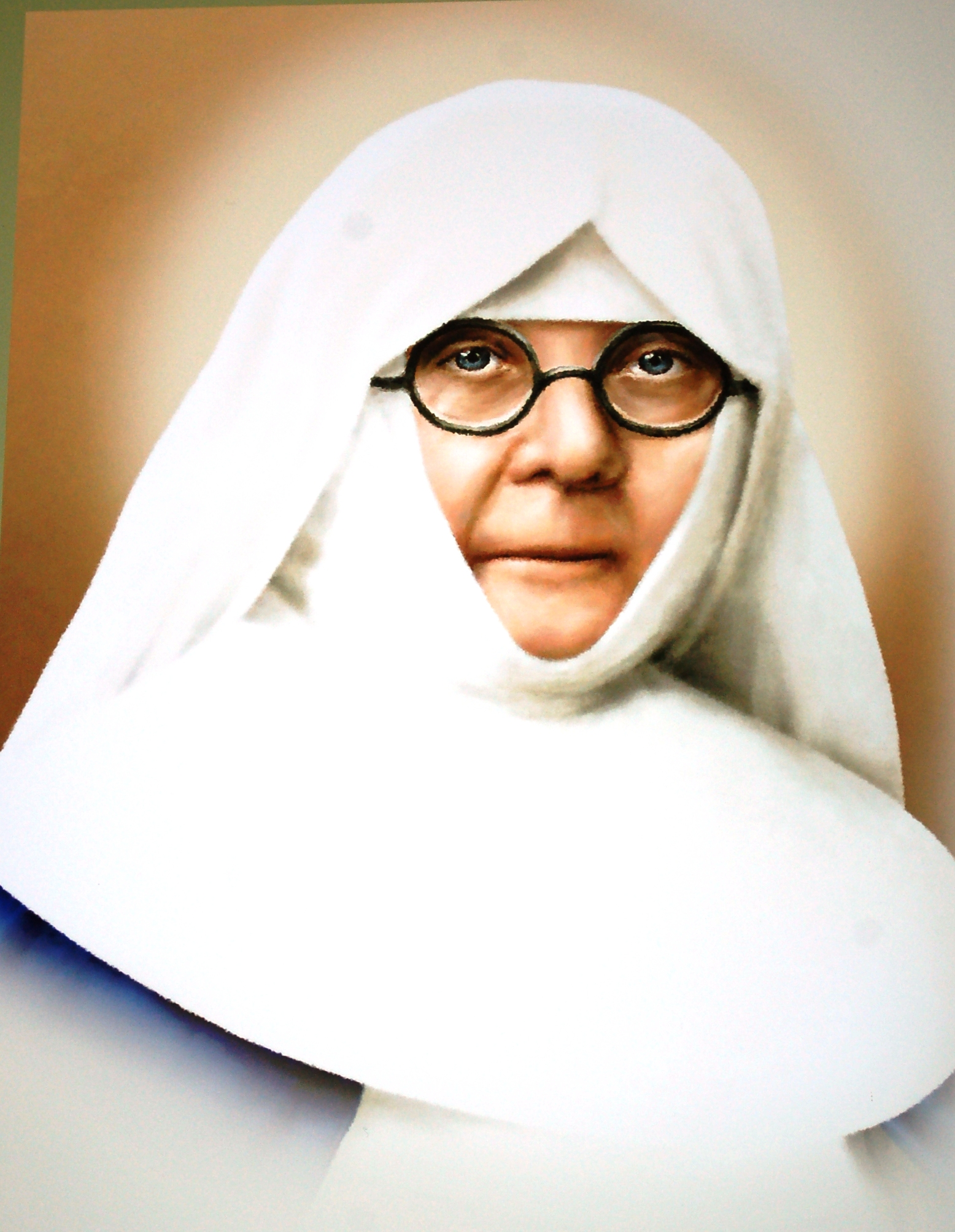
Марцеліна Даровська

### Народилися
- Бегерський Левко — учасник Національно-Визвольних змагань, районовий провідник ОУН.[80][81][82]
- Вільгушинський Роман — скульптор.
- Крушельницький Зіновій — український господарник, ветеринар, заслужений працівник ветеринарної медицини України.
- Лоґуш Володимир — український громадський діяч, адвокат, політв'язень
- Лоґуш Еміліян — педагог, громадський діяч, меценат.[83]
- Назарук Осип — автор історичного роману « Роксолана»
- Тельович Роман — український вчений-фізик.[84]

### Пов'язані з Язловцем
- Рогозка з Язлівця — дідич, урядник часу князів Коріятовичів
- Ґадз Петро— директор музичної школи в Язловці у 1984—1995 роках.[85]
- Гладун Володимир (нар. 1947) — заслужений працівник сільського господарства України,[86] навчався у місцевій школі
- Горнунг Збігнев— польський вчений, перебував у місті[87]
- Даровська Марцеліна — релігійна діячка, блаженна Католицької церкви
- Лоґуш Омелян — теоретик і організатор боротьби УПА, діяч ОУН, член УГВР, журналіст-публіцист
- Елеонора з князів Острозьких — дідичка міста
- Сапіга Адам Стефан— кардинал РКЦ
- Понятовський Станіслав Авґуст— король Речі Посполитої
- Стефан (Каспер) — язловецький воєвода, свідок фундушу на фарний костел Бучача[88][89]
- Радивил Іван-Юрій— дідич міста, ординат Несвіжа, каштелян троцький[90].
- Казар Тохатеци — вірменський поет, проживав у місті[87]
- Хшановський Ян Самуель — польський військовий діяч

### Почесні громадяни Язловця

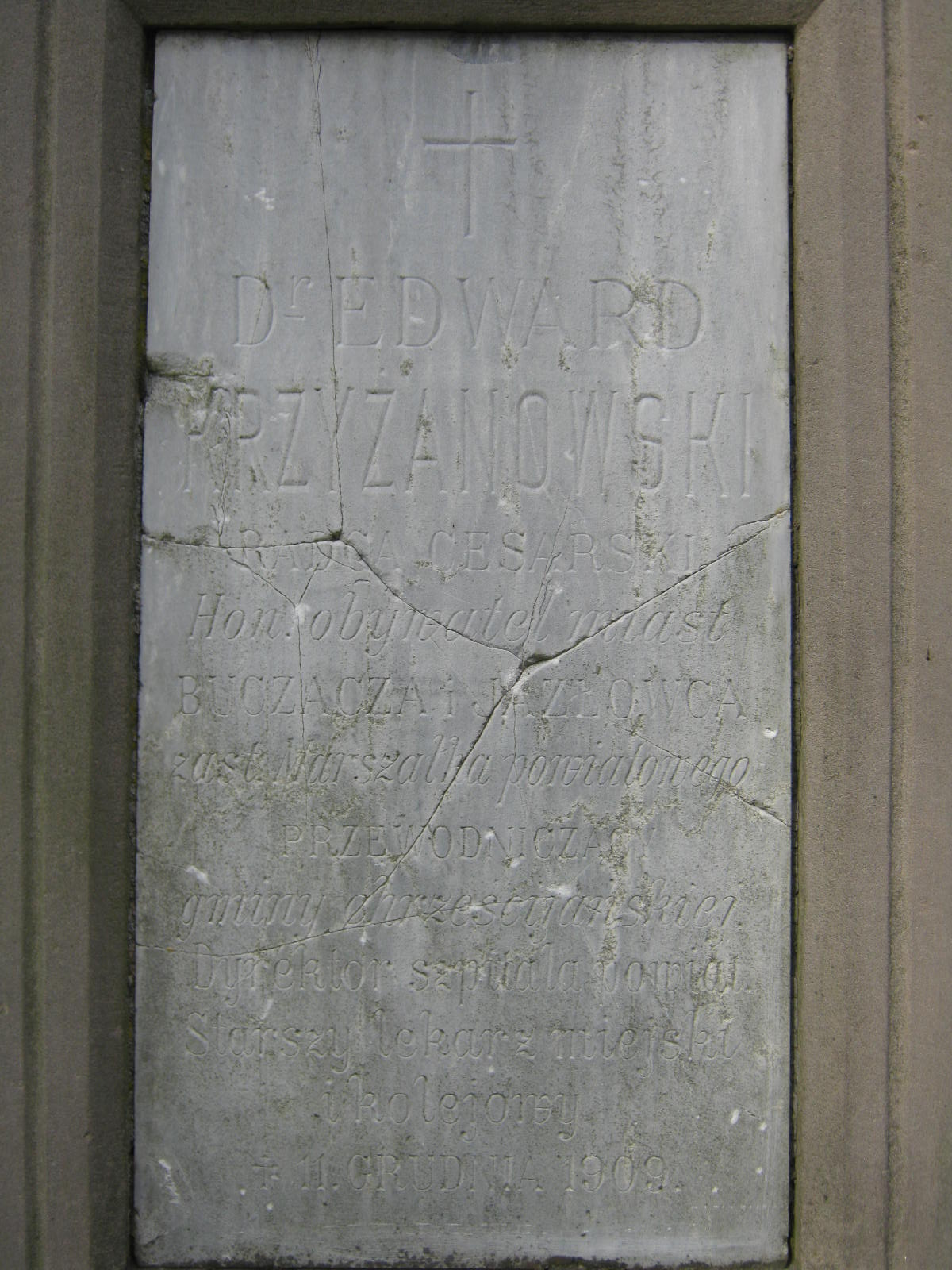
Напис надгробка доктора Едварда Кшижановского. Цвинтар «Федір»

- Едвард Кшижановскі — доктор, директор повітового шпиталю, почесний громадянин Бучача, віце-маршалок Бучацької повітової ради

### Парламентські посли від Язловця
- Манастирський Іван — посол Галицького сейму 2-го скликання.[91]

### Перебували
- Мечислав Мокшицький[92]

### Поховані
- Єжи Язловецький[93]
- фундатор костелу Внебовзяття Пресвятої Діви Марії Миколай Язловецький
- Ядвіга Белжецька з Язловецьких, сестра Миколая
- Ієронім Язловецький[12]
- композитор Миколай Ґомулка.
- Миколай Стшемеський — вояк, загинув, переслідуючи татар біля Язловця[94]
- Марцеліна Даровська, зберігся її гробівець

## Язловець у літературі
- Баронч С. Пам'ятки язловецькі. — Львів: Друкарня «Закладу народного ім. Оссоліньських», 1862. — 230 с. (пол., з присвятою дідичу міста барону Кшиштофу Блажовському)
- Ян Немчевич. Дума «Замок Язловецький»
- Stanley Kowalski. «Jazlowiec — The Town Lost in History». (англ.)